# Pitiríase
Pitiríase é o termo que designa afecções de pele, caracterizadas por formação de escamas e descamação. Cada tipo tem uma causa, sintomas e tratamento diferentes. O diagnóstico geralmente é apenas clínico ou com uma biópsia de pele confirmatória.

Há os seguintes tipos:

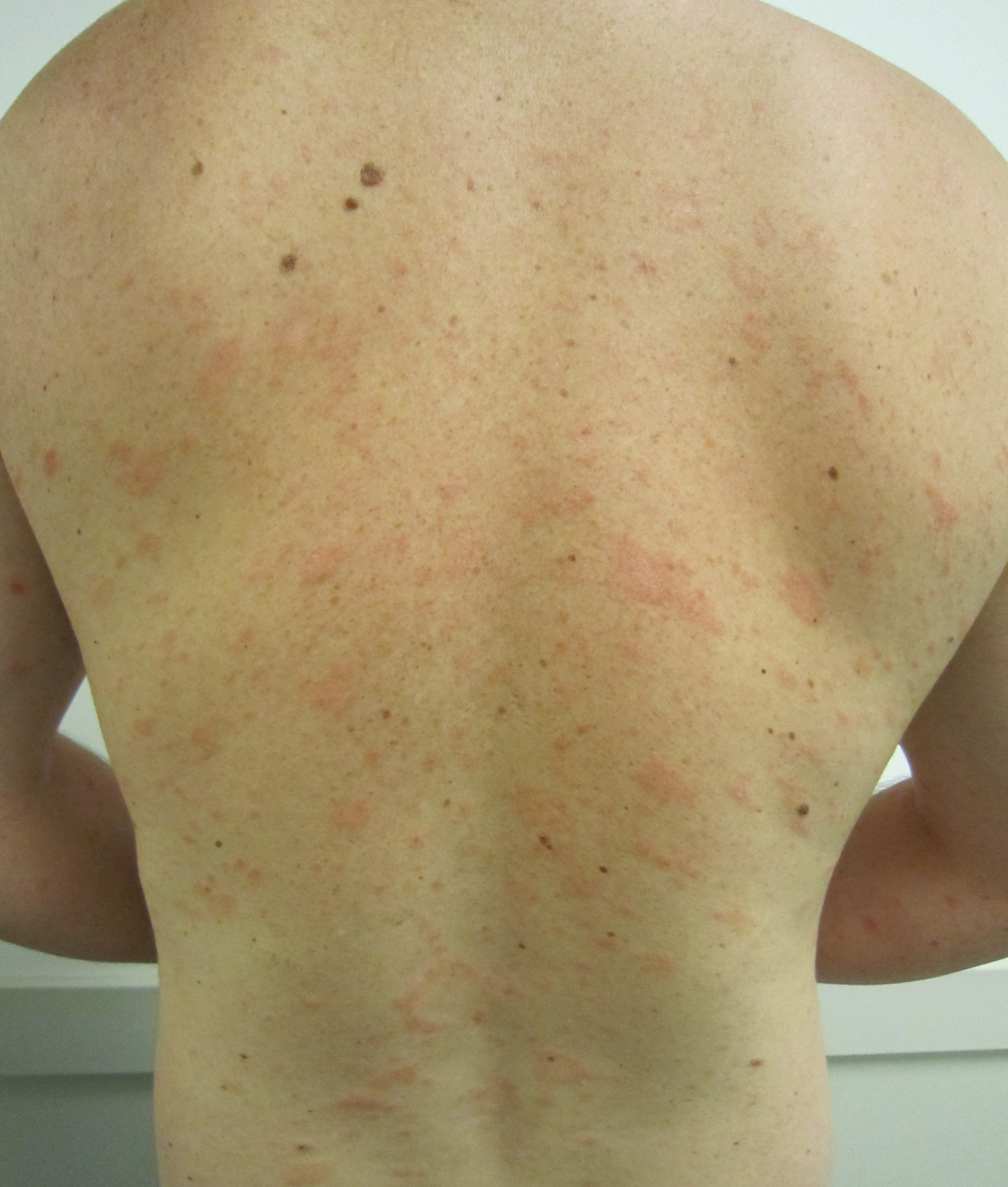
Pitiríase rósea

- Pitiríase alba: manchas claras secas e descamativas em face, comum em crianças, podem coçar e ficar vermelhas. Melhora em alguns dias com uso de hidratantes.
- Pitiríase liquenoide: Erupções cutâneas que começam rosadas e se tornam marrons antes de desaparecer. Uma rara parapsoríase, que pode se transformar em um Linfoma cutâneo de células T.
  - Crônica: Mais leve, dura entre quatro e dez meses.
  - Varioliforme aguda: Mais grave, dura de quatro a oito semanas.
- Pitiríase rósea: uma resposta possivelmente desencadeada pelo vírus da Roseola (Herpes 6 e 7), gera pápulas em todo o corpo duram por dois meses, que coçam muito e desaparecem mesmo sem tratamento. Pode ser acompanhada de febre, cansaço, náusea e dor de cabeça.
  - Pitiríase circinata: pitiríase rósea restrita a axilas ou genitais.
- Pitiríase rubra pilar: manchas vermelhas (rubra) e engrossadas em couro cabeludo, nas palmas das mãos e nas plantas dos pés além de erupções papulosas em folículos pilosos (pilaris). Podem demorar anos para desaparecer.
- Pitiríase versicolor: manchas descoloradas causada por um fungo (Malassezia globosa) mais visível ao se bronzear.
- Pitiríase capitis: caspa comum.